# Massacre de Tikrit
Le massacre de Tikrit, aussi appelé massacre de la base Speicher, a lieu les 12 et 13 juin 2014 pendant la seconde guerre civile irakienne, après la prise de la ville de Tikrit par l'État islamique en Irak et au Levant. 
L'organisation abat près de 1 700 jeunes recrues de l'armée irakienne faits prisonniers à raison de leur confession chiite, dans un contexte d’effondrement de l'armée irakienne face à l'offensive des djihadistes, quelques jours après la prise de Mossoul.
Le massacre est largement filmé et diffusé par l'organisation, qui en fait un élément central de sa propagande, dans le but de recruter des combattants et d'effrayer ses adversaires. Il produit néanmoins l'effet inverse sur les populations chiites, qui rejoignent les unités de mobilisation populaire à l'appel de l'ayatollah Ali al-Sistani.

## Prélude
Le 10 juin 2014, les djihadistes salafistes de l'État islamique en Irak et au Levant battent les forces gouvernementales irakiennes lors de la bataille de Mossoul et s'emparent de la province de Ninive,. Les djihadistes poursuivent leur progression et entrent dans les provinces de Kirkouk et Salah ad-Din.
Peu avant que Tikrit ne soit à son tour attaquée, un détachement de 1 500 soldats ayant tout juste reçu une formation militaire de base est envoyé à la base aérienne d'Al Sahra, près de Tikrit, aussi appelé Camp Speicher. Parmi ces hommes, le soldat Mohamed Madjoul Hamoud, un des rares survivants du massacre, témoigne à l'agence Reuters en septembre 2014. Selon son récit 4 000 soldats sont rassemblés à Tikrit et ses environs peu avant l'attaque mais la plupart ne sont pas armés et selon ses déclarations et celles d'autres rescapés, le général Ali al Freidji, commandant de la province, aurait prétendu à ses hommes qu'un accord avait été conclu avec les tribus locales pour permettre l'évacuation des troupes. Il aurait alors demandé à ses hommes de retirer leurs uniformes et de porter des vêtements civils.

## Déroulement

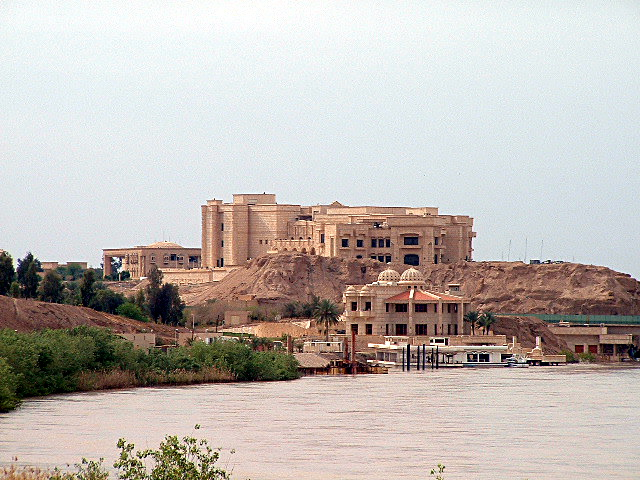
Vue en 2008, de l'ancien palais de Saddam Hussein à Tikrit.

Le 11 juin, les forces de l'État islamique en Irak et au Levant attaquent et prennent presque sans combattre la ville de Tikrit. Le général Ali al Freidji s'enfuit. Les djihadistes délivrent 300 prisonniers et 40 000 habitants de Tikrit et Samarra prennent la fuite selon l'Organisation internationale pour les migrations.
Le 12 juin, les combattants des tribus sunnites pénètrent dans le camp Speicher. Les soldats irakiens se rendent et sont conduits à l'université de Tikrit. Les prisonniers reçoivent l'ordre de se débarrasser de leurs chaussures, chaussettes, bagues, portefeuilles et papiers d'identité. Ils sont ensuite couchés face contre terre et menottés. Ceux qui relèvent la tête sont abattus. 
Les rebelles tribaux sunnites remettent alors les prisonniers aux djihadistes de l'État islamique en Irak et au Levant. Ces derniers conduisent les captifs aux anciens palais de Saddam Hussein. À l'intérieur du bâtiment, les prisonniers sont rassemblés en groupes de dix, ils doivent donner leur rang et le nom de leur unité. 
Les captifs sont ensuite conduits par groupes à l'extérieur. Ils sont fusillés et enterrés sommairement. Les exécutions durent jusqu'à l'aube. Sur les images diffusées par l'organisation, l'on peut voir certaines victimes supplier leur bourreau, expliquant n'avoir rejoint les forces de sécurité que tout récemment.
Environ douze hommes ont été amenés au bord du fleuve Tigre. Les captifs disaient aux bourreaux qu’ils pouvaient les rejoindre ou lâcher leurs armes et ne plus revenir mais tous ont été exécutés puis jetés dans celui-ci. Encore aujourd’hui, les taches de sang sont toujours présentes sur le bord où ont été exécutés les soldats irakiens chiites. Dans les images de propagande, un des bourreaux dit : مياه نهر الدجلة تتلون بدماء الرافضة qui veut dire : les eaux du fleuve Tigre sont colorées par le sang des « rafidhites »(signifiant « ceux qui rejettent », ou « qui refusent », voire « résistent ») qui est un terme utilisé au Moyen Âge par les auteurs sunnites pour désigner de façon péjorative les membres du courant majoritaire duodécimain chez les chiites.
Selon Mohamed Madjoul Hamou, les 800 personnes qui avaient été rassemblées avec lui dans une grande salle sont presque toutes exécutées. Un sursis est cependant accordé à quelques hommes qui s'avèrent être sunnites ou qui parviennent à se faire passer pour tel. Pendant plusieurs jours les 20 rescapés sont interrogés par des djihadistes afin de vérifier qu'ils sont bien sunnites. Mais neuf d'entre eux sont confondus et exécutés à leur tour, tandis que deux autres sont tués lors d'une tentative d'évasion. Finalement, après dix jours de captivité, les neuf derniers survivants sont relâchés. Parmi ces derniers, Mohamed Madjoul Hamoud, qui bien que chiite, est parvenu à se faire passer pour un bédouin sunnite.
Six autres rescapés, étant parvenus à s'enfuir lors du massacre, fuient à pied vers le sud et parviennent à obtenir l'aide d'habitants des environ, avant être accueillis par une tribu sunnite de Samarra.

## Bilan humain

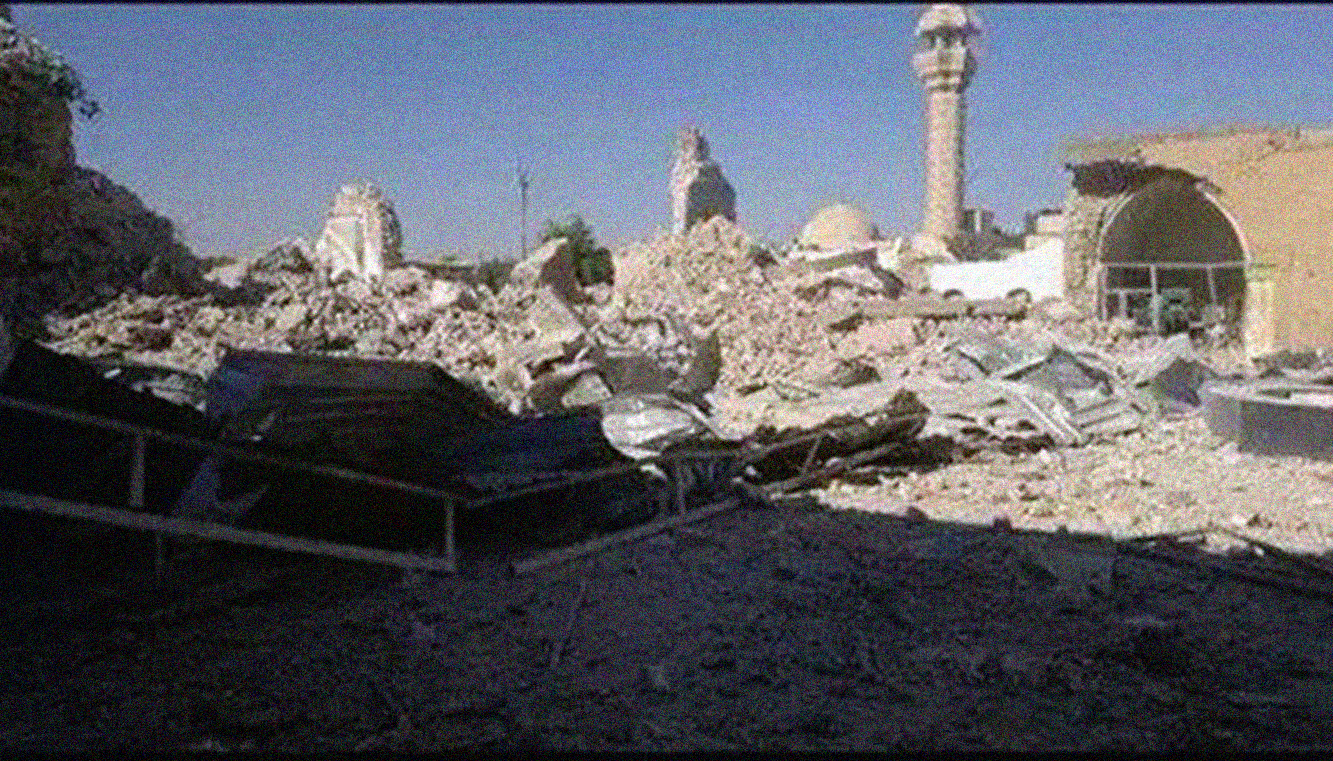
Mosquée détruite dans la 40e rue de Tikrit, photographiée le 25 septembre 2014.

Le 13 juin, Navanethem Pillay, Haute-Commissaire de l’ONU aux droits de l'homme, affirme que l'EIIL s'est rendu coupable d'« exécutions sommaires » et de « meurtres extrajudiciaires ». Elle indique que : « Des rapports suggèrent que le nombre de personnes tuées au cours des derniers jours serait de l’ordre de plusieurs centaines et que le nombre des blessés approcherait le millier d’individus ».
Le 13 juin, l'État islamique en Irak et au Levant revendique le massacre de 1 700 prisonniers chiites sur les 2 500 qu'il prétend avoir capturé sur l'armée irakienne,. Le 14 juin, un compte twitter considéré comme proche de l'EIIL publie des photographies d'exécutions de prisonniers. Elles montrent des dizaines de corps fusillés dans des fosses communes par les rebelles djihadistes, les cadavres ont les mains liés et sont vêtus d'habits civils,. Selon Adrien Jaulmes, reporter pour Le Figaro : « Ces séries de photos sont sans doute le premier cas dans l'histoire où un crime de masse est ainsi documenté et mis en scène par ses auteurs, comme s'il s'agissait d'un glorieux fait d'armes ».
Le 15 juin, les États-Unis condamnent le massacre. Jen Psaki, porte-parole du département d'État américain déclare : « La revendication des djihadistes de l'État islamique en Irak et au Levant (EIIL), qui affirment avoir massacré 1 700 chiites membres des forces aériennes irakiennes est horrible et traduit la soif de sang de ces terroristes »,. Les États-Unis affirment ne pas être en mesure de confirmer la revendication de l'EIIL, mais  Jen Psaki précise que le massacre a eu lieu à Tikrit.
Le 27 juin, Human Rights Watch annonce avoir localisé deux sites d'exécutions à Tikrit. Selon cet organisme, entre 160 et 190 hommes, au moins, y ont été exécutés entre le 11 et le 14 juin. Elle précise cependant que le nombre total des victimes pourrait être beaucoup plus élevé,. En septembre, après de nouvelles analyses vidéos et le témoignage d'un survivant, HRW estime qu'au moins 560 à 770 hommes ont été exécutés par l'EIIL à Tikrit. En mars 2015, HRW monte le bilan à au moins 1 000 morts.
Le 15 décembre 2014, le ministère irakien chargé des droits de l'Homme confirme la disparition de 1 660 personnes au camp Speicher après la prise de Tikrit par les djihadistes.
Le 1er avril 2015, à la fin de la bataille de Tikrit, les troupes irakiennes commencent à découvrir des fosses communes,, dix sont trouvées dans l'ancien complexe présidentiel de 
Saddam Hussein, et trois autres non loin à l'extérieur. Au 28 mai 2015, 470 corps ont été exhumés de quatre sites selon le ministre irakien de la Santé.
Une pierre tombale unique est érigée sur le site principal du massacre. Il devient un lieu de pèlerinage pour les chiites.

## Suites judiciaires

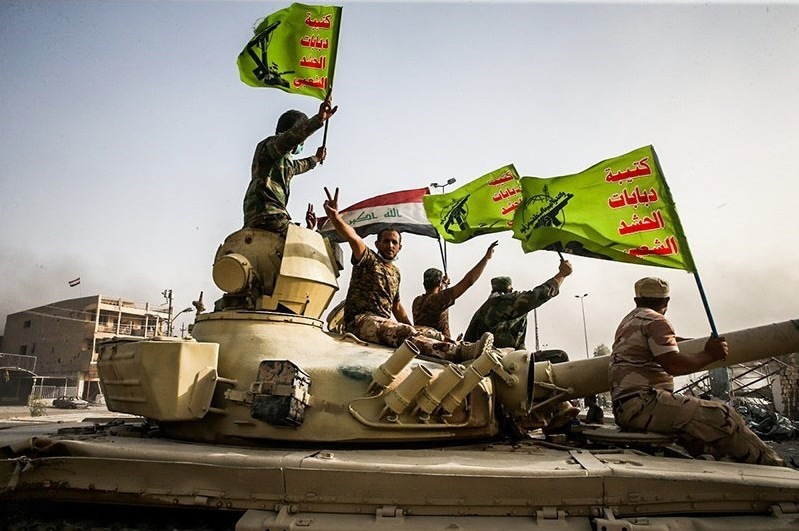
De nombreux chiites ont rejoint les Unités de mobilisation populaire en réaction au massacre de Tikrit.

Au total, près de 600 suspects sont recherchés pour ce massacre. En juillet 2015, 28 hommes sont jugés et 24 d'entre eux sont condamnés à mort pour leur participation au massacre par la Cour criminelle centrale de Bagdad, tandis que les quatre autres sont acquittés pour manque de preuve. Le 18 février 2016, 40 personnes sur un total de 47 accusés sont reconnus coupables et condamnés à mort, pour leur participation directe aux tueries ou leur assistance aux meurtriers. Le 21 août 2016, 36 hommes condamnés à mort pour leur implication dans le massacre de Tikrit sont pendus dans la prison de Nassiriyah.
Alors que les accusés démentent leur implication lors de l'audience, les procès ont été critiqués par Amnesty International pour leur manque d'éléments matériels prouvant la culpabilité des suspects. En effet, les tribunaux se sont essentiellement basés sur des confessions filmées des accusés devant les policiers, obtenues sous la torture selon l'organisation. Les procès ont été collectifs et particulièrement rapides, parfois quelques heures. Les accusés n'ont pas pu bénéficier de l'assistance effective d'un avocat, qui ont été nommés par la Cour et se sont contentés de demander la clémence pour les accusés, sans remettre en cause les éléments à charge.

## Vidéographie
- [vidéo] « En Irak, les djihadistes prennent possession d'une base militaire », Le Monde, 13 juin 2014.